# Children of the Dust
Pour plus de détails, voir Fiche technique et Distribution.
Children of the Dust (ou Children of Dust) est un film muet américain réalisé par Frank Borzage, sorti en 1923.

## Synopsis
Le vieux Archer, gardien du Gramercy Park à New York, est considéré par Terwilliger, un orphelin, comme un père adoptif, après que le vieil homme a été arrêté pour avoir battu le garçon parce qu'il cueillait une fleur pour sa mère morte. En grandissant, Terwilliger tombe amoureux d'Helen Raymond, une fille du voisinage, mais il a un rival en la personne de Harvey Livermore. Lorsque la guerre est déclarée, les deux jeunes hommes s'engagent et, lors d'une action, Terwilliger sauve la vie d'Harvey. À leur retour au pays, Helen épouse Terwilliger.

## Fiche technique
- Titre original : Children of the Dust
- Réalisation : Frank Borzage
- Scénario : Agnes Christine Johnston, d'après la nouvelle Terwilliger de Tristram Tupper
- Direction artistique : Frank Ormston
- Photographie : Chester Lyons
- Montage : Howard Bretherton
- Production : Arthur H. Jacobs
- Société de production : Arthur H. Jacobs Corporation
- Société de distribution : Associated First National Pictures
- Pays de production :  États-Unis
- Langue : anglais
- Format : Noir et blanc - 35 mm - 1,37:1 - Muet
- Genre : drame
- Durée : 70 minutes (7 bobines)
- Date de sortie :
  - États-Unis : 4 juin 1923

## Distribution
- Bert Woodruff : le vieux Archer
- Johnnie Walker :	Terwilliger
- Frankie Lee : Terwilliger, enfant
- Pauline Garon : Helen Raymond
- Josephine Adair : Helen Raymond, enfant
- Lloyd Hughes : Harvey Livermore
- Newton Hall : Harvey Livermore, enfant
- George Nichols : le beau-père de Terwilliger